# Protohadros byrdi
Protohadros byrdi es la única especie conocida del género extinto Protohadros (reptil voluminoso ancestral) es un género representado por una única especie de dinosaurio ornitópodo iguanodóntido que vivió a mediados del período Cretácico, hace aproximadamente 95 millones de años, en el Cenomaniense, en lo que es hoy Norteamérica. 

## Descripción
Se ha hallado un cráneo parcial, unas posibles piezas de costillas y huesos de pata. Protohadros, como todos los hadrosaurios, fue herbívoros. Durante el Cretácico, las plantas con flores geográficamente estaban "limitadas sobre el paisaje", por lo que es probable que este dinosaurio se alimentara de las plantas predominantes de la era: helechos, cicádeas y conífera, cercanos al suelo, utilizando su pico aplanado con sus cientos de dientes para romper las hojas y agujas. Estos dinosaurios probablemente vivían en manadas, cuidándose unos a los otros, consiguiendo territorio y defendiéndose de predadores, pues si eran algo inteligentes para tener este comportamiento.
No tenía el sistema craneal que produjo la acción de masticación vista en los hadrosáuridos. Las piernas posteriores de Protohadros eran probablemente más largas que los miembros delanteros, y podría moverse en tanto en cuatro patas como caminar y correr en sus piernas traseras solamente. Vivió hace 95 millones de años y pudo haber sido el antecesor de los picos de pato.
Debido a la escasez de restos, gran parte de la reconstrucción de este dinosaurio es especulativa. El cráneo mide unos 70 centímetros de largo. A partir de esta cabeza, estimó la longitud del espécimen tipo de Protohadros entre 7 y 8 metros. Señaló que este espécimen era el de un subadulto y que los individuos adultos podrían haber sido más largos. Protohadros tenía una mandíbula inferior masiva y muy profunda, y el hocico estaba fuertemente inclinado hacia abajo en la parte delantera, lo que, según Head, sugería el hábito de pastar en plantas de bajo crecimiento, en lugar de ramonear entre arbustos o ramas colgantes. Su dieta habría consistido entonces en las plantas de los pantanos que crecían en los arroyos del delta en su hábitat, recogidas por la boca ancha y vuelta hacia abajo. En algunos aspectos, Protohadros fue intermedio en morfología a hadrosáuridos más derivados. Al igual que estos, tenía pleuroquinesis, un sistema de articulación craneal que producía la acción de triturar los alimentos, pero solo parcialmente porque el cuadrado en la parte posterior del cráneo todavía estaba relativamente inmóvil.
Las patas traseras de Protohadros eran probablemente más largas que las delanteras, y podía moverse a cuatro patas o caminar y correr solo sobre sus patas traseras.

## Descubrimiento e investigación
El paleontólogo Gary Byrd descubrió los fósiles de este dinosaurio "pico de pato" en 1994 en Flower Mound, ciudad del condado de Denton, al norte central de Texas. La criatura fue descrita y nombrada en 1998 por Jason Head del Colegio Dedman de Humanidad y Ciencia en Texas. Este espécimen vivió mucho antes de cualquier otro hadrosáurido, haciéndolo uno de los hadrosáuridos más primitivo que se conozca. La opinión científica ha cambiado desde entonces y ahora se ve como un iguanodóntido no hadrosáurido. El descubrimiento de este dinosaurio estuvo en conflicto con la idea que los hadrosáuridos se desarrollaron en Asia, sin embargo, la nueva valoración de Protohadros como iguanodóntido menos derivado ha hecho esta discrepancia menos problemática.  
Gary Byrd, un paleontólogo a tiempo parcial , descubrió algunos restos de este euornitópodo, costillas y un ungual a principios de 1994 en Flower Mound , condado de Denton, en el centro-norte de Texas, que en ese momento formaba parte del continente Appalachia. Informó al paleontólogo profesional Yuong-Nam Lee del hallazgo, quien organizó la excavación de todo el fósil conservado. Fue informado por primera vez en 1996 por Jason Head de la Facultad de Humanidades y Ciencias de Dedman, Universidad Metodista del Sur. ElLa especie tipo Protohadros byrdi fue descrita y nombrada por Head en 1998. El nombre del género se deriva del griego πρῶτος, protos, "el primero", ἁδρός, hadros, "grueso", una referencia al hecho de que Head consideraba que la especie era la más antigua conocida de hadrosáurido. El nombre específico honra a Byrd.
El holotipo , espécimen 'SMU 74582, de Protohadros, fue encontrado en la Formación Woodbine  que data del Cenomaniano medio. Consiste en un cráneo parcial, trozos de costillas, una mano ungual y un arco neural. En 1997, Lee nombró posibles huellas de Protohadros como la ichnoespecie Caririchnium protohadrosaurichnos.

## Clasificación
Protohadros fue descrito por primera vez como el miembro más basal de Hadrosauridae , de ahí su nombre genérico. Sin embargo, la opinión científica ha cambiado desde entonces y ahora se lo considera un iguanodoncia no hadrosáurido , un miembro basal de Hadrosauroidea , aunque estrechamente relacionado con Hadrosauridae. El descubrimiento del dinosaurio entró en conflicto con la idea de que los hadrosáuridos evolucionaron en Asia , pero su revaluación como un iguanodoncia de menor derivación ha hecho que esta discrepancia sea menos problemática.